# 塔尼什蘇丹
塔尼什蘇丹，(1453年-1513年)，哈薩克汗國速檀。

## 生平
塔尼什是賈尼別克汗第七個兒子，從伊本·魯茲比汗的作品來看，塔尼什是一位大兀魯斯蘇丹。1509年3月初，他的兀魯斯遭到布哈拉汗國昔班尼汗戰士的襲擊。塔尼什和他的一些戰士和士兵“為了他的家庭和財產”戰鬥了一段時間，但在敵人的優勢之前撤退了。一切財產如運輸動物，駱駝大篷車，衣服，馬車，駱駝”都被掠奪了。
根據米爾扎·海達爾的說法，塔尼什蘇丹最後一次出現在資料中的時間是在1513年，當時他已60歲，被哈斯木派去接見前來哈薩克汗國的東察合台汗國可汗薩亦德。